# Acefat
Acefat – organiczny związek chemiczny z grupy amidotiofosforanów, ester metanolu i kwasu fosforamidotiowego, stosowany jako pestycyd pod nazwami handlowymi Chevron i Orthene. Obecnie wycofany ze stosowania ze względu na swoją toksyczność.